# Kayleigh Powell
Pour les articles homonymes, voir Powell.
Pas d'image ? Cliquez ici

a Compétitions nationales et continentales officielles uniquement.

b Matchs officiels uniquement.
Dernière mise à jour le 17 juin 2025.
Kayleigh Powell née le 18 février 1999 à Church Village (pays de Galles), est une joueuse internationale galloise de rugby à XV et internationale galloise et britannique de rugby à sept évoluant aux postes d'arrière ou de demi d'ouverture à XV, aux Harlequins en Championnat d'Angleterre.

## Biographie
Kayleigh Powell naît le 18 février 1999 à Church Village au pays de Galles. Enfant, elle pratique le football, le cricket et le rugby à XV avec le club local du Llantrisant RFC. Elle ne joue plus pendant une saison, ne trouvant pas de club féminin. Elle rejoint finalement le Pencoed RFC et est sélectionnée avec l'équipe des Ospreys des moins de 18 ans. À 18 ans, elle dispute les Jeux du Commonwealth avec l'équipe du pays de Galles de rugby à sept.
En 2019, elle fait ses débuts internationaux avec la sélection à XV contre l'Irlande.
En 2020, elle dispute le Tournoi des Six Nations, tronqué par la pandémie de Covid-19. Elle part jouer en Angleterre, aux Bristol Bears. En 2021, elle enchaine les blessures et ne joue quasiment pas de l'année.
En 2022, elle est sélectionnée pour le Tournoi des Six Nations, où elle est titularisée à quatre reprises à l'arrière. Cette année-là, elle compte onze sélections en équipe du pays de Galles quand elle est retenue pour disputer la Coupe du monde en Nouvelle-Zélande. Après la compétition, elle signe un contrat à plein temps avec l'équipe de Grande-Bretagne de rugby à sept qui vise les Jeux olympiques.
En août 2023, elle signe un contrat hybride : elle est toujours septiste avec la Grande-Bretagne mais redevient sélectionnable à XV avec le pays de Galles.
L'année suivante, elle est sélectionnée pour le Tournoi des Six Nations 2024 dont elle dispute trois rencontres. Aux Jeux olympiques d'été de 2024, elle est réserviste avec l'équipe de Grande-Bretagne de rugby à sept. Au cours de la compétition, elle est appelée en remplacement de Grace Compton (en), blessée, alors même qu'elle vient de signer aux Harlequins.
Fin 2024, elle est rappelée en sélection pour la deuxième édition du WXV, dont elle dispute les trois rencontres. Elle est même titularisée à l'ouverture contre le Japon, à la suite de la blessure de Lleucu George.